# Luiz Alberto de Araújo
Luiz Alberto de Araújo (ur. 27 czerwca 1987 w Artur Nogueira) – brazylijski lekkoatleta specjalizujący się w wielobojach.
Wicemistrz Ameryki Południowej juniorów w dziesięcioboju (2005). W 2006 podczas mistrzostw świata juniorów zajął szóstą lokatę w dziesięcioboju. Dwa sezony później zajął czwarte miejsce w mistrzostwa panamerykańskich w wielobojach oraz został wicemistrzem Ameryki Południowej do lat 23 w biegu na 110 metrów przez płotki. W 2010 zdobył złoto mistrzostw ibero-amerykańskich, a w 2011 zdobył złoto mistrzostw Ameryki Południowej ustanawiając rekord tej imprezy (7944 pkt.). Szesnasty zawodnik mistrzostw świata (2011). W 2012 obronił złoty medal z mistrzostw ibero-amerykańskich. W 2015 zdobył swój drugi złoty medal mistrzostw Ameryki Południowej oraz sięgnął po brąz igrzysk panamerykańskich w Toronto.
Wielokrotny mistrz Brazylii. Rekordzista kraju i kontynentu południowoamerykańskiego.
Rekord życiowy w dziesięcioboju: 8315 pkt. (18 sierpnia 2016, Rio de Janeiro); w siedmioboju: 5916 pkt. (2 lutego 2013, Tallinn) – były rekord Brazylii.

## Osiągnięcia
| Rok  | Impreza                                     | Miejsce        | Konkurencja                | Pozycja     | Wynik     |
| ---- | ------------------------------------------- | -------------- | -------------------------- | ----------- | --------- |
| 2005 | Mistrzostwa Ameryki Południowej juniorów    | Rosario        | dziesięciobój              | 2. miejsce  | 7267 pkt. |
| 2006 | Mistrzostwa świata juniorów                 | Pekin          | dziesięciobój              | 6. miejsce  | 7472 pkt. |
| 2006 | Młodzieżowe mistrzostwa Ameryki Południowej | Buenos Aires   | dziesięciobój              | 2. miejsce  | 7140 pkt. |
| 2008 | Mistrzostwa panamerykańskie w wielobojach   | Santo Domingo  | dziesięciobój              | 4. miejsce  | 7733 pkt. |
| 2008 | Młodzieżowe mistrzostwa Ameryki Południowej | Lima           | bieg na 110 m przez płotki | 2. miejsce  | 14,34     |
| 2010 | Mistrzostwa ibero-amerykańskie              | San Fernando   | dziesięciobój              | 1. miejsce  | 7816 pkt. |
| 2011 | Mistrzostwa Ameryki Południowej             | Buenos Aires   | dziesięciobój              | 1. miejsce  | 7944 pkt. |
| 2011 | Mistrzostwa świata                          | Daegu          | dziesięciobój              | 16. miejsce | 7902 pkt. |
| 2012 | Mistrzostwa ibero-amerykańskie              | Barquisimeto   | dziesięciobój              | 1. miejsce  | 7772 pkt. |
| 2012 | Igrzyska olimpijskie                        | Londyn         | dziesięciobój              | 19. miejsce | 7849 pkt. |
| 2014 | Igrzyska Ameryki Południowej                | Santiago       | dziesięciobój              | 1. miejsce  | 7733 pkt. |
| 2015 | Mistrzostwa Ameryki Południowej             | Lima           | dziesięciobój              | 1. miejsce  | 7799 pkt. |
| 2015 | Igrzyska panamerykańskie                    | Toronto        | dziesięciobój              | 3. miejsce  | 8179 pkt. |
| 2015 | Mistrzostwa świata                          | Pekin          | dziesięciobój              | –           | DNF       |
| 2016 | Igrzyska olimpijskie                        | Rio de Janeiro | dziesięciobój              | 10. miejsce | 8315 pkt. |
| 2017 | Mistrzostwa świata                          | Londyn         | dziesięciobój              | –           | DNF       |